# فرودگاه بیچ
فرودگاه بیچ (به انگلیسی: Beechy Airport) یک فرودگاه است . این فرودگاه در کشور کانادا قرار دارد و در ارتفاع ۶۴۰ متری از سطح دریا واقع شده‌است.